# Евангелина Елизондо
Евангелина Елизондо (шп. Gloria Evangelina Elizondo López-Llera; Мексико, 28. април 1929 — Мексико, 2. октобар 2017) била је истакнута мексичка глумица.